# Sommer-Paralympics 2008/Teilnehmer (Österreich)
| stlisierte Goldmedaille | stlisierte Silbermedaille | stlisierte Bronzemedaille |
| ----------------------- | ------------------------- | ------------------------- |
| 4                       | 1                         | 1                         |

Österreich nahm mit 38 Athleten in acht Sportarten an den Sommer-Paralympics 2008 im chinesischen Peking teil.
Die vom Österreichischen Paralympisches Komitee benannten Athleten wurden von weiteren Personen, darunter Trainer, Ärzte und Betreuer, begleitet. Fahnenträger beim Einzug der Mannschaft war der Rollstuhl-Leichtathlet Christoph Etzlstorfer.

## Medaillen

### Medaillenspiegel
| Medaillenspiegel Österreich |                |                              |                           |                           |        |
| Platz                       | Sportart       | Goldmedaille – Olympiasieger | Silbermedaille – 2. Platz | Bronzemedaille – 3. Platz | Gesamt |
| 1                           | Leichtathletik | 2                            | 0                         | 1                         | 3      |
| 1                           | Tischtennis    | 1                            | 0                         | 0                         | 1      |
| 1                           | Radsport       | 1                            | 1                         | 0                         | 2      |
| Total                       | Total          | 4                            | 1                         | 1                         | 6      |

### Medaillengewinner

#### Gold
| Name                 | Sportart       | Wettkampf                        |
| -------------------- | -------------- | -------------------------------- |
| Andrea Scherney      | Leichtathletik | Weitsprung (Klasse F44) Frauen   |
| Andreas Vevera       | Tischtennis    | Tischtennis (Einzel TT 1) Männer |
| Wolfgang Schattauer  | Radsport       | Handbike                         |
| Thomas Geierspichler | Leichtathletik | Marathon                         |

#### Silber
| Name            | Sportart | Wettkampf |
| --------------- | -------- | --------- |
| Wolfgang Eibeck | Radsport |           |

#### Bronze
| Name                 | Sportart       | Wettkampf |
| -------------------- | -------------- | --------- |
| Thomas Geierspichler | Leichtathletik | 800 m     |

## Teilnehmer nach Sportart

### Leichtathletik
Frauen
- Andrea Scherney
Weitsprung (Klasse F44): Gold

Männer
- Thomas Geierspichler
- Andreas Gratt
- Michael Linhart
- Bil Marinkovic
- Günther Matzinger
- Georg Tischler

### Radsport
Frauen
- Anita Ruetz

Männer
- Wolfgang Dabernik
- Wolfgang Eibeck
- Christoph Etzlstorfer
- Manfred Gattringer
- Alexander Hohlrieder
- Manfred Putz
- Wolfgang Schattauer
- Erich Stauffer
- Elmar Sternath
- Helmut Winterleitner

### Reiten
Männer
- Thomas Haller

### Rollstuhltennis
Männer
- Martin Legner
- Thomas Mossier
- Harald Pfundner

### Schießen
Frauen
- Barbara Doppler

Männer
- Hubert Aufschnaiter
- Werner Müller

### Schwimmen
Männer
- Andreas Daniel Onea
- Thomas Seidling

### Segeln
Männer
- Edmund Rath
- Sven Reiger
- Helmut Seewald

### Tischtennis
Frauen
- Doris Mader

Männer
- Manfred Dollmann
- Stanislaw Fraczyk
- Egon Kramminger
- Hans Ruep
- Peter Starl
- Günther Unger
- Andreas Vevera